# Theodore Gleim
Pour les articles homonymes, voir Gleim.
Theodore Robert "Ted" Gleim , né le 31 juillet 1933 et mort le 13 mai 2019, est un homme politique provincial canadien de la Saskatchewan. Il représente la circonscription de Shaunavon à titre de député du Parti progressiste-conservateur de la Saskatchewan de 1986 à 1991.

## Biographie
Né à Chaplin (en) en Saskatchewan, Gleim est le fils de George Gleim. Il entame sa carrière en servant comme maire du village d'Eastend. Élu en 1986, il ne parvient pas à se faire réélire en 1991.